# فیلترینگ بوگون
فیلترینگ بوگون (به انگلیسی: Bogon filtering) به عمل فیلترینگ بوگون‌ها گفته می‌شود. در زبان انگلیسی بوگون (به انگلیسی: Bogon) واژه‌ای ساختگی از ریشه بوگوس (به انگلیسی: Bogus) به معنای عنصر جعلی است. بوگون‌ها نشانی‌های آی‌پی جعلی تحت یک شبکه رایانه‌ای هستند. بوگون‌ها شامل بسته‌های آی‌پی در اینترنت می‌شوند که حاوی آدرس‌هایی هستند که توسط سازمان‌های ثبت آی‌پی همچون آیانا و ثبت اینترنت منطقه‌ای تعیین هویت نشدند. به آن دسته از فضاهای تحت شبکه که مشمول نشانی‌های جعلی هستند، فضای بوگون گفته می‌شود.